# Stephen P. Laurie
| (7603) Salopia          | 25. Juli 1995      |
| (9421) Violilla         | 24. Dezember 1995  |
| (9428) Angelalouise     | 26. Februar 1996   |
| (10212) 1997 RA7        | 3. September 1997  |
| (10216) Popastro        | 22. September 1997 |
| (10383) 1996 SR7        | 16. September 1996 |
| (11601) 1995 SE4        | 28. September 1995 |
| (11626) Church Stretton | 8. November 1996   |
| (12785) 1995 ST         | 19. September 1995 |
| (12786) 1995 SU         | 19. September 1995 |
| (13152) 1995 QK         | 19. August 1995    |
| (13687) 1997 RB7        | 7. September 1997  |
| (16753) 1996 QS1        | 21. August 1996    |
| (16771) 1996 UQ3        | 19. Oktober 1996   |
| (17660) 1996 VP6        | 7. November 1996   |
| (20199) 1997 DR         | 28. Februar 1997   |
| (21281) 1996 TX14       | 13. Oktober 1996   |
| (55846) 1996 RJ5        | 15. September 1996 |

Stephen P. Laurie ist ein britischer Amateurastronom und Asteroidenentdecker.
Obwohl er den Beruf eines Versicherungsmathematikers ausübt, fand er die Zeit, um im Zeitraum von 1995 bis 1997 insgesamt 50 Asteroiden zu entdecken. Für seine Beobachtungen nutzt er die Sternwarte von Church Stretton (IAU-Code 966), in deren Umgebung er auch lebt und arbeitet, sowie das Observatorium von Ragdon (IAU-Code J17).
Daneben beschäftigt er sich mit der Suche nach Kometen und Zwergsternen und ist Entdecker der Supernova SN 1997bq in der Spiralgalaxie NGC 3147.

## Quelle
- Lutz D. Schmadel: Dictionary of Minor Planet Names. 5th ed. Springer, Berlin 2003, ISBN 3-540-00238-3 (engl.) [Voransicht bei Google Book Search]